# L'Honor-de-Cos

L'Honor-de-Cos este o comună în departamentul Tarn-et-Garonne din sudul Franței. În 2009 avea o populație de 1.580 de locuitori.

## Evoluția populației
| An        | 1975  | 1982  | 1990  | 1999  | 2006  | 2009  |
| --------- | ----- | ----- | ----- | ----- | ----- | ----- |
| Populație | 1.153 | 1.314 | 1.301 | 1.329 | 1.520 | 1.580 |